# Privatbrauerei Egger
Die Privatbrauerei Fritz Egger GmbH & Co KG (kurz Privatbrauerei Egger) ist eine österreichische Brauerei und eine der größten Privatbrauereien in Familienbesitz in Österreich. Schwesterfirma sind die Egger Getränke.

## Geschichte

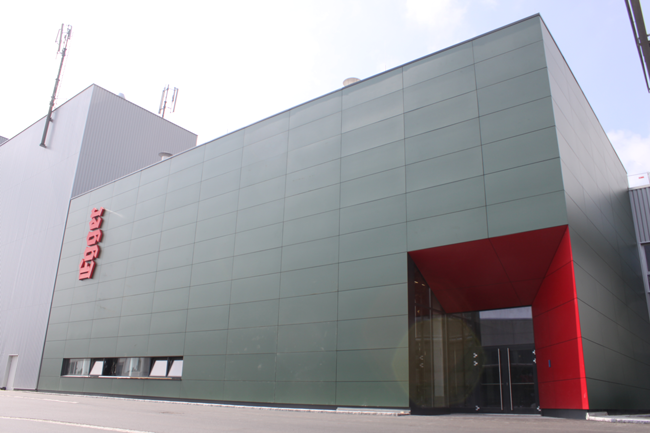
Egger Sudhaus

Die Ursprünge der Privatbrauerei Egger liegt im 17. Jahrhundert. 1675 wurde die Vorstadtbrauerei Gwercher in Kufstein erstmals urkundlich erwähnt, diese wurde im Jahre 1868 von der Familie Egger übernommen.
Im Juni 1978 wurde nach eineinhalbjähriger Bauzeit der neuen Braustätte in Unterradlberg mit der Bierauslieferung begonnen. 2009 wurde ein neues Sudhaus errichtet und 2010 die Dosenfüllanlage erweitert und erneuert. 2012 erfolgte die Inbetriebnahme eines vollautomatischen Hochregallagers, das Platz für 20.000 Paletten bietet. 2014 wurde der Standort durch eine neue Abtankanlage modernisiert, und die Technik zur Produktion von alkoholfreiem Bier wurde aufgerüstet.
Seit Anfang 2022 ist die Brauerei Mitglied bei dem „Verein der Unabhängigen Privatbrauereien Österreichs“. Zwischenzeitlich gab es einen namensrechtlichen Streit mit der Brauerei Egg in Vorarlberg, auf Grund des Verkaufens von Bier in Vorarlberg unter gleichem Namen.

## Geschäftsbereiche

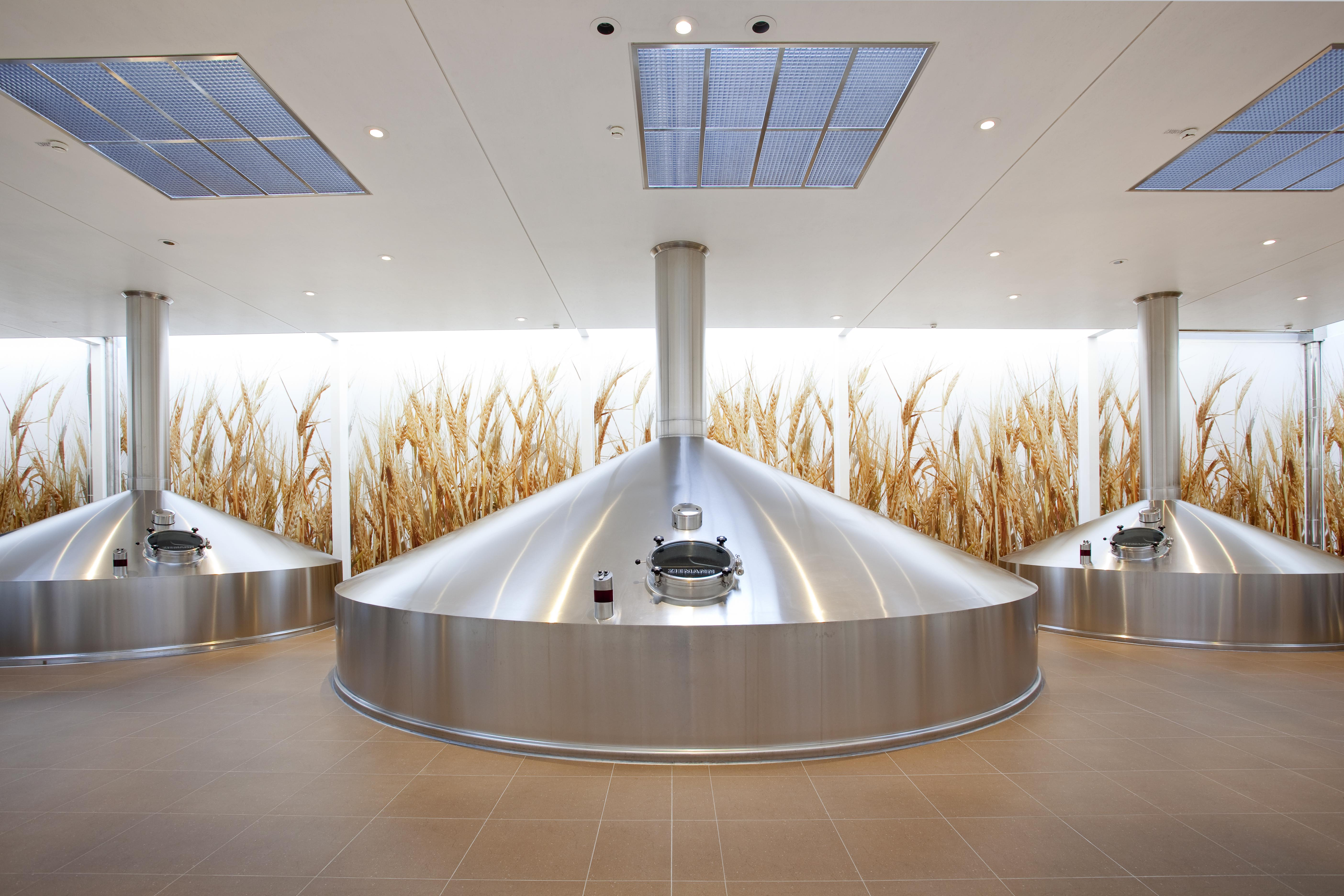
Sudkessel

Neben dem Vertrieb von Eigenmarken wie dem Egger Märzen und Co. sind Lohnabfüllungen sowie die Produktion von Handelsmarken für Handelsketten eine Einnahmequelle. Pro Stunde werden auf den Dosenanlagen derzeit zwischen 30.000 und 50.000 Dosen gefüllt, auf der Flaschenanlage werden pro Stunde 30.000 Flaschen gefüllt. Die Fassanlage füllt pro Stunde 60 Stück der 50 l-Fässer (30.000 Fässer pro Jahr).
Im Jahre 2015 wurden 870.000 Hektoliter Bier, wovon ein Drittel auf die eigene Marke entfällt und zwei Drittel auf Lohnfüllungen und Handelsmarken, gebraut.
Neben einer landesweiten Distribution in Österreich exportiert die Privatbrauerei Egger ein Viertel des gebrauten Biers ins Ausland. Insgesamt exportiert die zweitgrößte, österreichische Privatbrauerei ihr Bier in aktuell 19 Länder, unter anderem nach Ungarn, Deutschland, in die Schweiz, nach Bosnien, Bulgarien, Montenegro, Schweden, Rumänien, Kroatien, Serbien, Slowenien, Italien, Dänemark und sogar nach China, Russland, Südkorea und Paraguay.

## Produkte
Egger Bier produziert folgende Getränke:
| Biertyp                            | Alkoholgehalt | Stammwürze | Gebinde                                                                 |
| ---------------------------------- | ------------- | ---------- | ----------------------------------------------------------------------- |
| Egger Märzen                       | 5,0           | 11,5       | 0,5-l-Mehrwegflasche, 0,33-l-Einwegflasche, 0,5-l-Dose                  |
| Egger Zitrusradler                 | 2,5           | 5,52       | 0,5-l-Mehrwegflasche, 0,5-l-Dose, 0,33-l-Einwegflaschen                 |
| Egger Zitrusradler alkoholfrei     | <0,5          | 3,4        | 0,5-l-Dose                                                              |
| Egger Zwickl                       | 5,1           | 11,5       | 20-l-Fass (Gastronomie), 0,33-l-Einwegflasche (Gastronomie), 0,5-l-Dose |
| Egger Zisch alkoholfrei naturtrüb  | <0,5          | 6,5        | 0,5-l-Mehrwegflasche, 0,33-l-Einwegflasche, 0,5-l-Dose                  |
| Egger Märzen Premium (Gastronomie) | 5,0           | 11,8       | 30-l- und 50-l-Fass                                                     |

## Auszeichnungen
- German Brand Award 2020 für Packaging Relaunch[3]
- Falstaff Bier-Trophy: 1. Platz für Egger Märzen 2019[4], 2. Platz für Egger Märzen 2020
- Deutsche Landwirtschaftliche Gesellschaft – DLG (Gold 2010, 2011, 2012, 2013, 2014, 2015, 2016, 2017, 2018, 2019, 2020, 2021)[5][6][7]
- International Golden America Award for Quality[8]
- NEWS-Biertestsieger 2006 und 2002[9]
- Monde Selection – Weltauswahl[10]
- Niederösterreichs Leading Company 2012[11]